# Yoshi's Island DS
Yoshi's Island DS (ヨッシーアイランドＤＳ Yosshī Airando Dī Esu?) es un videojuego de plataformas desarrollado por Artoon para Nintendo DS. Publicado por Nintendo, fue lanzado en Norteamérica el  13 de noviembre de 2006, en Australasia el 23 de noviembre de 2006, en Europa el 1 de diciembre de 2006, y en Japón el 8 de marzo de 2007. Es la secuela del juego de 1995 para SNES, Super Mario World 2: Yoshi's Island. Anunciado en el E3 en mayo de 2006, el juego tuvo de forma general críticas positivas, consiguiendo un 83% en Metacritic. Durante el desarrollo el juego iba a llamarse Yoshi's Island 2, nombre que se cambió dos semanas antes del lanzamiento americano.
La historia del juego se centra en el clan Yoshi en su intento de rescatar a los niños recién nacidos que han sido secuestrados por Kamek. Yoshi's Island DS usa un diseño gráfico mejorado proveniente de Yoshi Touch & Go, muy colorido y que a primera vista parece hecho a base de lápices de colores, pero que mantiene el mismo estilo de juego que su predecesor para la Super Nintendo, pero mientras en el juego de SNES solo aparece Baby Mario, para la versión de DS se incluyeron nuevos personajes entre los cuales están Baby Peach, Baby Donkey Kong y Baby Wario y también Baby Bowser —quien era un jefe en la precuela Super Mario World 2: Yoshi's Island—, teniendo cada uno de los bebés una habilidad única que ninguno de los demás posee, junto con la posibilidad de cambiar de bebé en varios puntos del juego.

## Argumento
Como en Super Mario World 2: Yoshi's Island, Baby Mario y el clan Yoshi deben rescatar a Baby Luigi, que ha sido raptado por el esbirro de Bowser, Kamek. Sin embargo, esta vez los Yoshis tienen la ayuda de Baby Peach y Baby Donkey Kong, que escaparon de la captura del Magikoopa Kamek. Después se unen Baby Wario y Baby Bowser, que ofrecen sus habilidades para que el grupo pueda progresar. La codicia de Baby Wario por conseguir el tesoro le llevan a abandonar el grupo mientras Baby Bowser traiciona al grupo al llegar al castillo de Bowser. Por ello, los bebés y Yoshis intentarán vencer a Bowser —que había viajado al pasado para capturar a «Los Bebés de la Estrella»—.

## Modo de juego

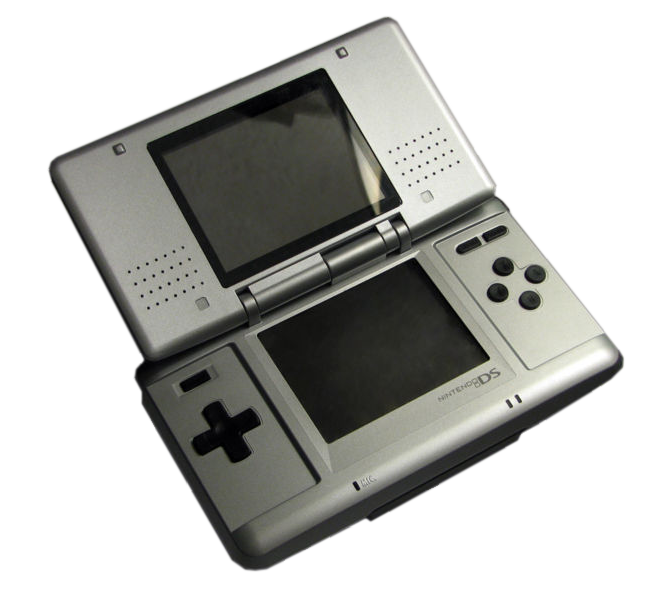
Las dos pantallas de la consola actúan como una de gran tamaño, obteniendo un campo de visión mayor.

El modo de juego de Yoshi's Island DS es el mismo que en anteriores juegos, con pequeñas modificaciones. El jugador guía a un grupo de Yoshis de diferentes colores por medio de unas fases de scroll horizontal. Yoshi puede volar y mantenerse flotando durante pocos segundos, comer enemigos y transformarlos en huevos (que pueden ser usados para golpear interruptores y atacar a enemigos) y aporrear el suelo (para romper cajas, por ejemplo). Algunas fases permiten a Yoshi convertirse en un vehículo por un período de tiempo. DS, como el Yoshi's Island original, difiere en la mayoría de juegos de plataformas en que Yoshi no tiene  una barra de vida; cuando éste es golpeado, el bebé que lleva a cargas se cae de su espalda y debe recuperarlo en un período de tiempo.
DS se diferencia del anterior juego en que en esta ocasión Yoshi tiene cinco bebés para llevar, otorgándole cada uno una habilidad diferente. 
- Bebé Mario hace que Yoshi pueda correr y hace que los bloques marcados con una 'M' sean sólidos. Es el único bebé con el cual los huevos que dispara Yoshi reboten en superficies hasta tres veces (a diferencia de Yoshi Island para SNES donde rebotan cuatro veces). Y también el único con el cual Yoshi es capaz de correr con el botón B.
- Bebé Peach hace que Yoshi flote y vuele en corrientes de aire gracias a su sombrilla sin embargo cuando Yoshi con ella los huevos que dispara Yoshi se destruyen inmediatamente al contacto con cualquier superficie.
- Bebé Donkey Kong puede agarrarse de lianas y cuerdas, los huevos que dispara Yoshi explotan al chocar con superficies. Presionar Abajo + B hace que Yoshi haga un ataque hacia adelante
- Bebé Wario usa su imán para atraer objetos de metal.
- Bebé Bowser escupe bolas de fuego, aunque el Yoshi que lo esté llevando no podrá recoger huevos con la lengua, sólo podrá hacerlo en los bloques específicos para ello.[4][6] La necesidad de usar un bebé específico en distintos puntos de la aventura le da un toque puzle al juego.[6]

Las dos pantallas de la Nintendo DS actúan como una alargada de forma vertical. Sin embargo, en la práctica, la menor resolución de pantalla comparado con Super Nintendo deja menos visión en los laterales. También ya que considerar el espacio vacío entre las dos pantallas. Con Arriba + X / Abajo + X se mueve Yoshi a las pantalla superior o inferior. 
El juego no usa la capacidad táctil de la pantalla inferior en ningún momento del juego, exceptuando la selección de niveles y algunos minijuegos. Cada uno de los cinco niveles del juego tiene dos jefes, y las batallas utilizan ambas pantallas. La mayor parte del tiempo, éstas son solamente versiones de enemigos normales, aunque otros son enemigos más «originales».
Flores y monedas, como también estrellas, están dispersas en todas partes de las etapas del juego. Estas son contabilizadas en el final de cada etapa y se da una puntuación dependiendo del número de objetos recogidos (con un máximo de 30 estrellas, 20 monedas rojas y 5 flores). Unas puntuaciones lo suficientemente altas pueden servir para desbloquear alguno de los dos niveles secretos que hay en cada mundo (los otros se van  desbloqueando a medida que se avanza en el juego). También hay unas monedas especiales que solo se pueden recoger si vas con el bebé adecuado. Han desaparecido algunos potenciadores del juego original, como el poder escupir semillas de sandía. Las llaves que se encuentran en los niveles desbloquean minijuegos y permiten abrir puertas cerradas.

## Desarrollo
Yoshi's Island DS fue anunciado en el E3 2006 bajo el nombre Yoshi's Island 2, donde solo habría versiones bebé de Mario, Peach, y Donkey Kong. El desarrollador, Artoon, hizo otro juego de la saga Yoshi: Yoshi's Universal Gravitation para la GBA. Universal Gravitation se alejó del «estilo Nintendo», pero para DS Artoon se quedó cerca respecto al diseño original.
El juego mantiene el estilo gráfico de «lápiz de color» de su predecesor. Algunos pequeños cambios son notables —la animación de agua ha mejorado, los contornos negros de los objetos no son tan gruesos y los fondos están menos desordenados—.

## Recepción

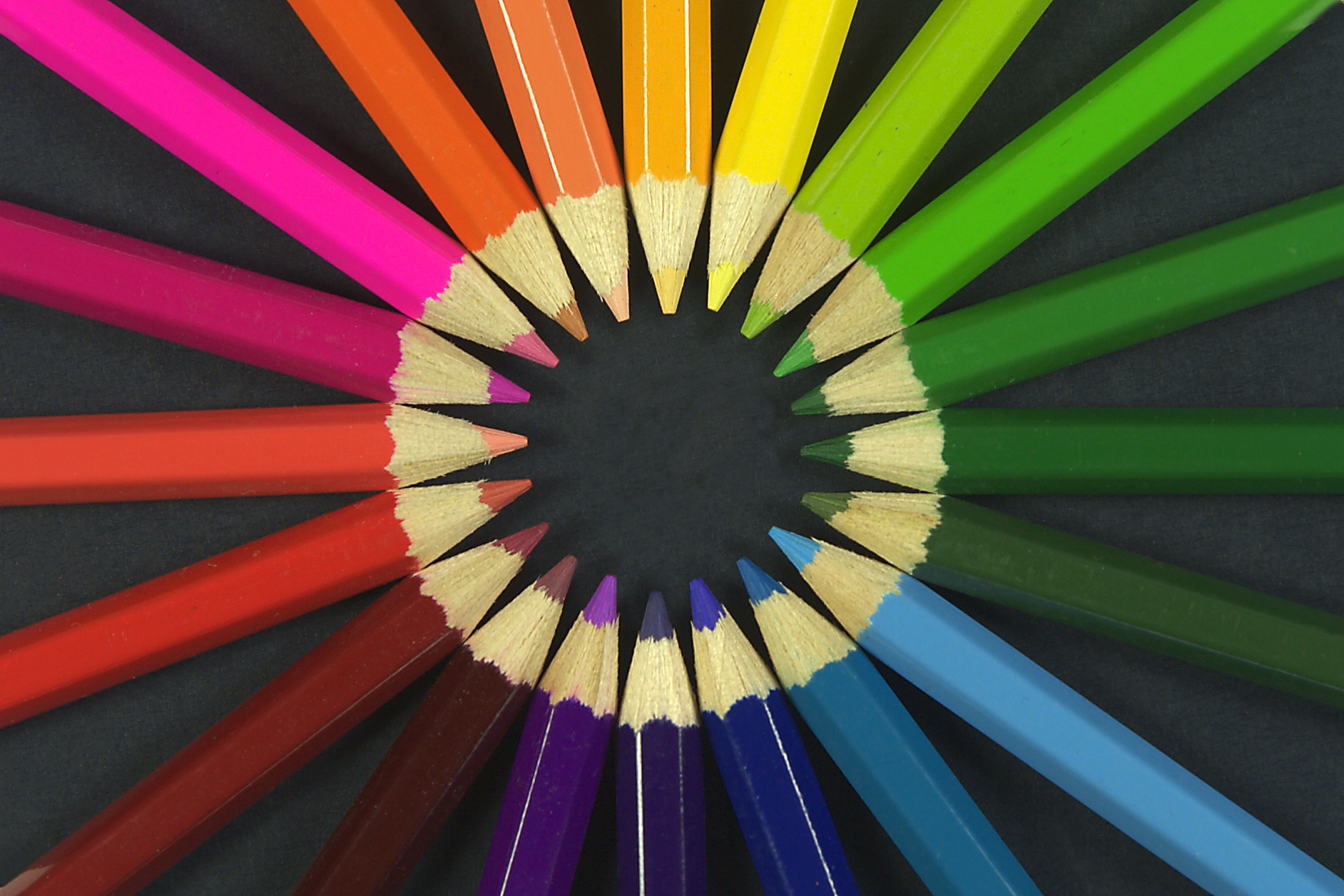
A los críticos les gustó el coloreado de los gráficos, que parecían hechos mediante lápices de colores.

Las críticas de Yoshi's Island DS fueron positivas, obteniendo notas altas de partes de los críticos de la industria. Esto incluye webs como IGN y GameSpot, que le dieron un 8/10 y 9,1/10 respectivamente. La crítica de GameSpot dice que los desarrolladores han «producido una secuela en que todo parece tan fresco y nuevo, que no deja de ser tan impresionante como el original». IGN lo llamó «una sólida recreación de los elementos de Yoshi's Island en formato de dos pantallas», y GamePro en su crítica dijo que el juego «es divertido y alegre». Los críticos se complacieron en particular al ver que los elementos de juego fundamentales son los mismos que en su predecesor. GamePro lo aclama diciendo que el juego tiene «la clásica acción en 2D y desplazamiento lateral, y los gráficos de colores pastel que llevaron a Nintendo a la fama», mientras IGN, aunque estaban gratamente sorprendidos con el juego, se preguntaron si los desarrolladores «se mantuvieron muy pegados al diseño establecido en este nuevo juego», porque habiendo ejecutado al juego anterior «desvaloriza una gran cantidad de sorpresas». Otros críticos lo llamaron como el mejor juego portátil Yoshi's Island —con la excepción de Super Mario Advance, que fue el remake del original Yoshi's Island— porque en su contexto, «Yoshi's Universal Gravitation no estuvo ahí y además Yoshi Touch & Go estaba incompleto».
Un problema en el que los críticos coincidieron fue en el punto ciego creado por el espacio entre las dos pantallas de la Nintendo DS. IGN aceptó que el punto ciego es necesario para apuntar y disparar los huevos pero lo describen como «molesto». El crítico de GameSpy lo llamó «un dolor de cabeza» y expresó su frustración por haber sido golpeado por un enemigo oculto en ese espacio. En conjunto, a los críticos les gustó la forma en la que se implantaron los bebés, pero IGN sentía que Baby Wario fue «un personaje añadido de última hora, además de que no había sido probado lo suficiente». Llamaron a su imán «flojo», y dijeron que «no detecta los objetos que están justo a su lado».
Yoshi's Island DS obtuvo el premio de GameSpot «Elección de los redactores», y llegó a la final en el concurso del «Mejor juego de Nintendo DS». El juego vendió más de 300.000 copias en su primera semana de ventas en Japón. Al 31 de marzo de 2008, Yoshi's Island DS ha vendido 2,91 millones de copias en todo el mundo.